# ダイアトニック (競走馬)
ダイアトニック（欧字名:Diatonic、2015年5月12日 - ）は、日本の競走馬。主な勝ち鞍は2019年・2022年のスワンステークス、2020年の函館スプリントステークス、2022年の阪急杯、阪神カップ。1400mの鬼や1400mのスペシャリストと呼ばれた。
馬名の意味は「7音構成の音階。母名より連想」。

## 戦績

### デビュー前
2015年5月12日、北海道浦河町の酒井牧場で誕生。牧場時代は遅生まれながら目立つ存在で、セール上場前から多数の関係者が本馬を見るために牧場に足を運んでいた。2016年の北海道セレクションセールでノーザンファームによって3000万円（税別）で落札され、一口馬主法人「シルクホースクラブ」から総額4000万円（1口8万円×500口）で募集された。育成はノーザンファーム空港牧場で行われた。

### 2歳（2017年）
栗東・安田隆行厩舎に入厩。2017年12月16日の新馬戦（阪神芝1600m）でデビューし、翌年のローズステークスなどを制するカンタービレを大外一気の末脚でハナ差差し切って初陣を飾る。

### 3歳（2018年）
デビュー2戦目500万下は4着に敗れたものの、休養を挟んで距離を1400mに短縮した3戦目の500万下で2勝目を挙げる。その後は約2ヶ月間隔でレースに出走したが、惜敗が続き、年内には1000万下からの脱却は叶わなかった。

### 4歳（2019年）
年明けから祇園特別、斑鳩ステークスを連勝し、オープン入りを果たす。初の重賞挑戦となったダービー卿チャレンジトロフィーで4着に入ると、次走の安土城ステークスを1分19秒6の好時計で快勝した。
秋初戦のスワンステークスではクリストフ・スミヨンが初騎乗。重賞未勝利の身ながら1番人気に推され、直線で大外を追い込むとモズアスコットをハナ差交わして優勝。この年だけで京都芝1400mのレースは4勝目となった。酒井牧場の生産馬としては2015年チューリップ賞のココロノアイ以来4年半ぶりの重賞制覇だった。初のGI出走となったマイルチャンピオンシップも引き続きスミヨン騎乗で4番人気に推されたが、直線で伸びを欠き10着に終わった。

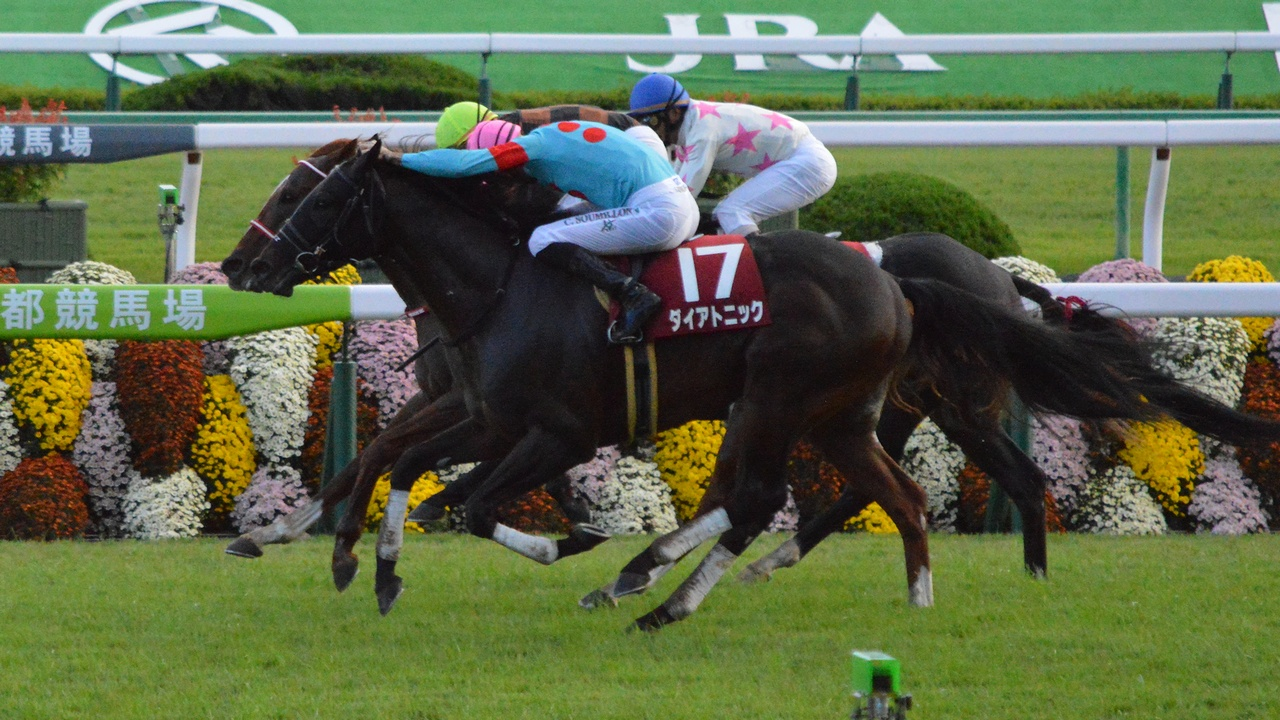
スワンステークス
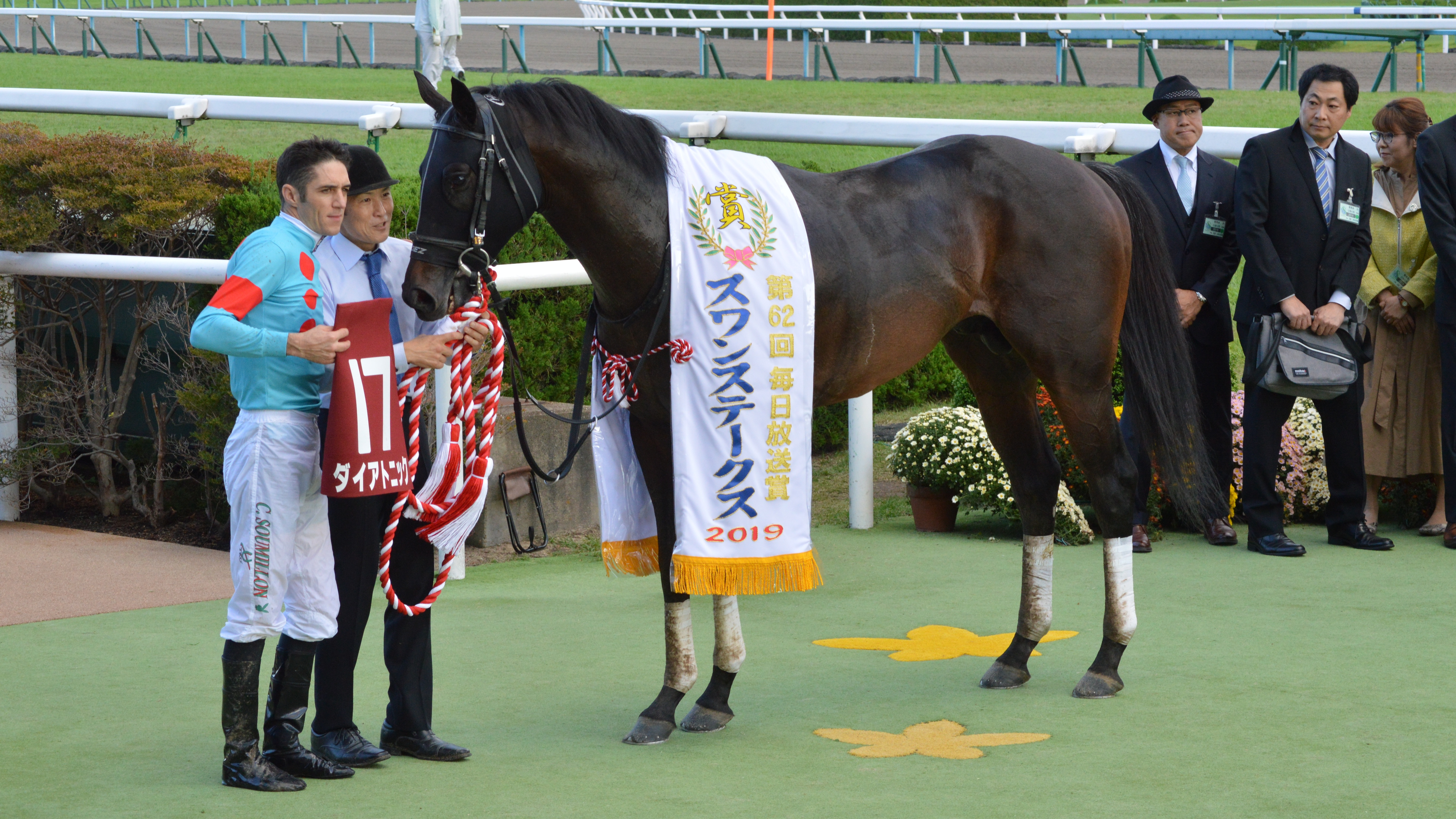
スワンステークス

### 5歳（2020年）
初戦の京都金杯は2着。続く阪急杯は1番人気に推されるも直線でフィアーノロマーノの進路を妨害して2位入線3着降着となるが、次走の高松宮記念では前走とは逆に降着となったクリノガウディーの被害を受けながらも3着（4位入線）と評価の高いレースとなった。次走の函館スプリントステークスでは単勝1番人気に応え1着となり重賞2勝目を挙げた。1番人気で挑んだキーンランドカップはコーナー手前で手応えが怪しくなり、直線に入るとまったく伸びずブービーの15着と大敗した。次走、スプリンターズステークスも中団から伸びず13着と2戦連続二桁着順に沈んだ。その後、右後肢外側の種子骨の剥離骨折が判明し、全治9ヶ月以上を要するとの診断されたため、戦線離脱となった。

### 6歳（2021年）- 7歳（2022年）
骨折明け、11か月ぶりの実戦となったキーンランドカップは14着と大敗に終わる。その後は阪神カップを予定していたが回避、年が明け7歳初戦となった京都金杯からは岩田康誠とコンビを組み出走。ハンデ57.5kgを背負いながら中団から脚を伸ばし、4着と健闘した。
続いて2年振りに出走した阪急杯では逃げたモントライゼの内から直線鋭く伸び、実に1年8ヶ月ぶりの勝利を挙げる。この勝利で優先出走権を獲得した高松宮記念では、ゲート内で落ち着きを欠き出遅れ、前が止まらない展開の中見せ場なく14着に敗れた。なお、同レースの馬場入りに於いて本馬はスタンド前で暴れるような場面があり、観客の出した大声が原因ではないかと騒動になったが、岩田康は「馬の前に出てきたカメラマンに驚いたダイアトニックがよれたため、それに驚いて自身が叫んだ」と明確に否定している。その後、6月5日の安田記念では道中3・4番手追走も直線で失速し14着に沈んだ。
秋に入り、10月2日のスプリンターズステークスでは好位追走から鋭く脚を伸ばし4着。10月29日のスワンステークスは好位でレースを進めると最後の直線で抜け出し、馬群を割って追い込んだララクリスティーヌに1馬身差をつけ3年ぶりの同競走制覇を果たす。岩田はこの勝利について「ジーニアスな気分でした」とインタビューで答え、お茶の間のファンを大いに沸かせた。そして引退レースとなった12月24日の阪神カップでは先団追走から脚を伸ばすと最後はグレナディアガーズとの競り合いをハナ差で制し重賞5勝目をマーク、有終の美を飾った。鞍上の岩田はこの勝利を「ファンタスティック」と称し、ダイアトニックを讃えた。2023年1月4日付で競走馬登録を抹消、引退後はオーストラリアのユーロンスタッドで種牡馬入りする。

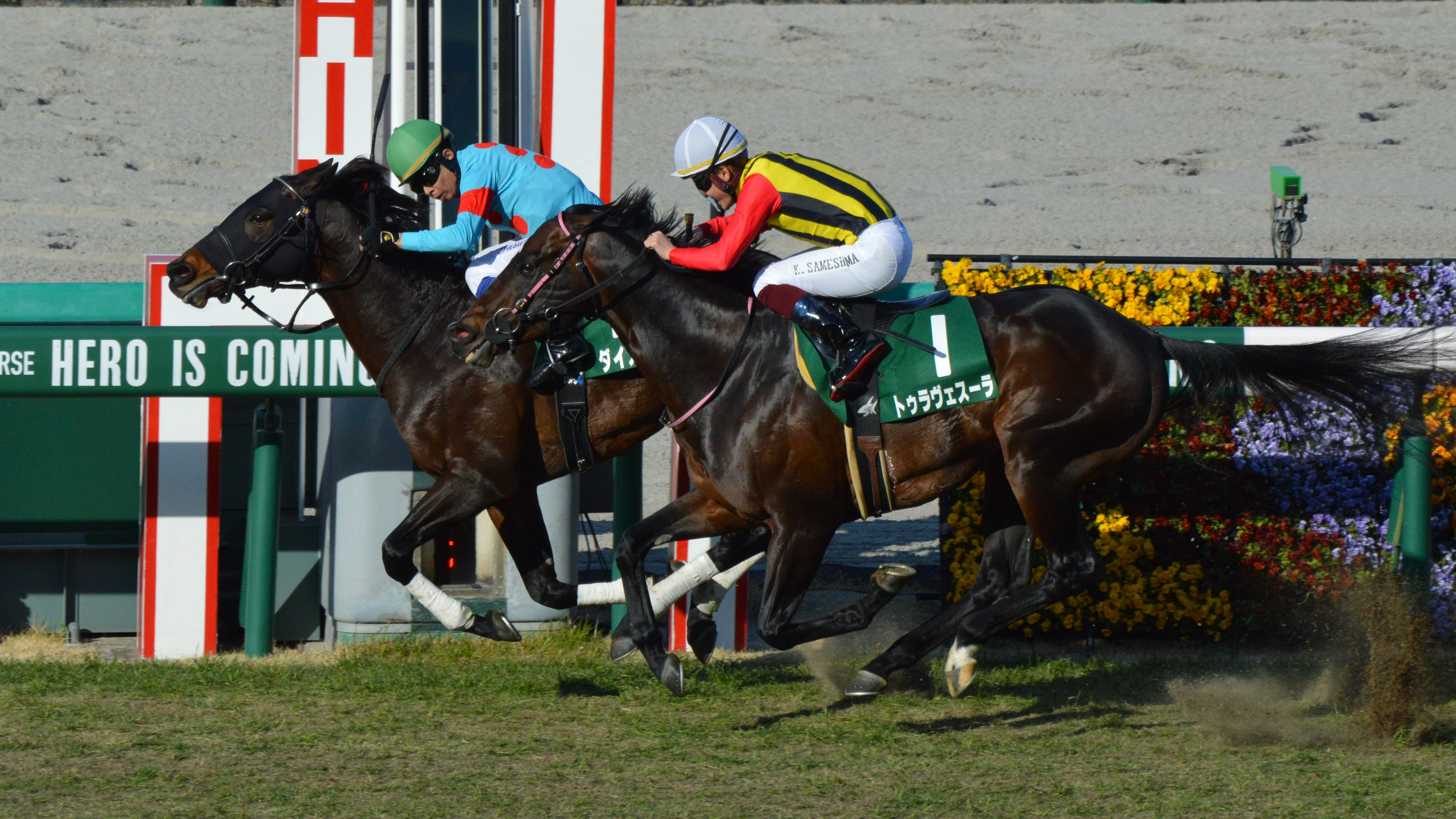
阪急杯
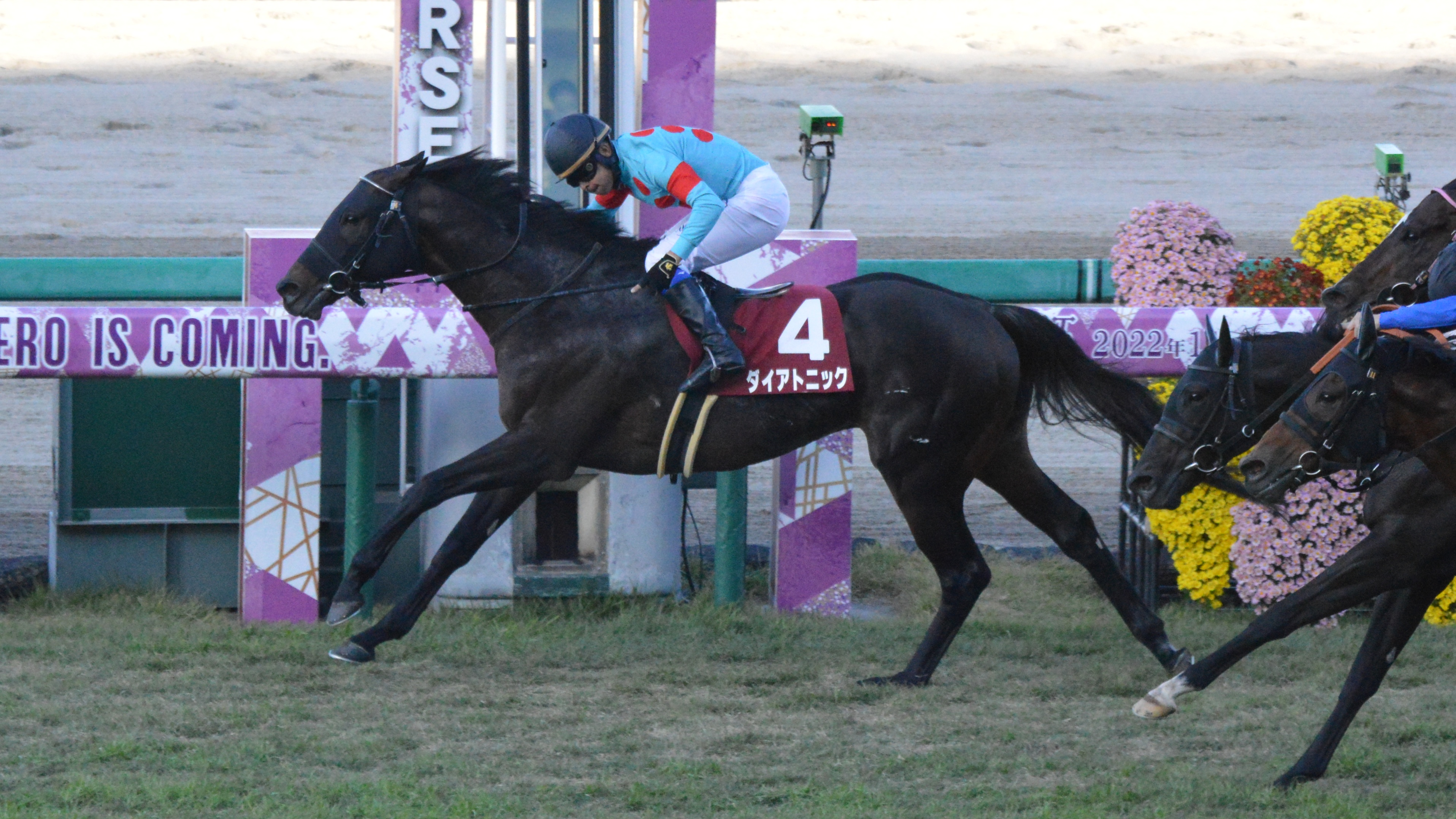
スワンステークス
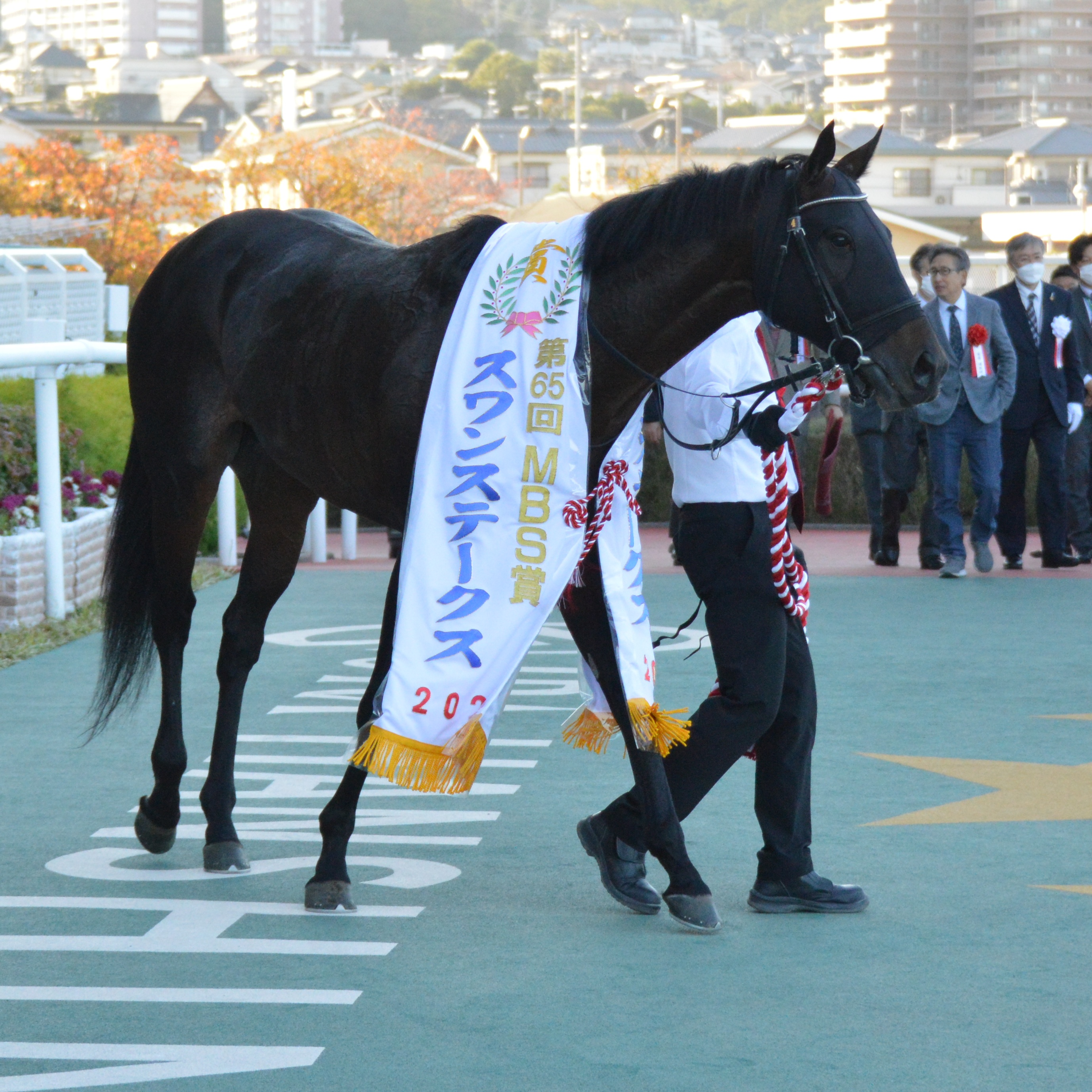
スワンステークス

## 競走成績
以下の内容は、netkeiba.comの情報に基づく。
| 競走日     | 競馬場 | 競走名          | 格       | 距離（馬場）  | 頭 数 | 枠 番 | 馬 番 | オッズ （人気） | 着順 | タイム （上り3F） | 着差 | 騎手            | 斤量 [kg] | 1着馬（2着馬）         | 馬体重 [kg] | 備考     |
| ---------- | ------ | --------------- | -------- | ------------- | ----- | ----- | ----- | --------------- | ---- | ----------------- | ---- | --------------- | --------- | ---------------------- | ----------- | -------- |
| 2017.12.16 | 阪神   | 2歳新馬         |          | 芝1600m（良） | 13    | 2     | 2     | 002.90（2人）   | 01着 | R1:36.6（33.6）   | -0.0 | 0C.ルメール     | 55        | （カンタービレ）       | 468         |          |
| 2018.02.17 | 東京   | 3歳500万下      |          | 芝1600m（良） | 15    | 4     | 7     | 002.30（1人）   | 04着 | R1:34.9（34.6）   | -0.3 | 0C.ルメール     | 56        | ハーレムライン         | 468         |          |
| 0000.05.27 | 京都   | 3歳500万下      |          | 芝1400m（良） | 16    | 8     | 15    | 002.30（1人）   | 01着 | R1:21.4（34.7）   | -0.5 | 0北村友一       | 56        | （キャッチミーアップ） | 468         |          |
| 0000.07.28 | 新潟   | 月岡温泉特別    | 1000万下 | 芝1600m（良） | 15    | 3     | 5     | 002.80（1人）   | 02着 | R1:33.3（32.3）   | -0.0 | 0福永祐一       | 54        | ヴゼットジョリー       | 472         |          |
| 0000.09.23 | 中山   | 外房特別        | 1000万下 | 芝1600m（良） | 12    | 6     | 8     | 002.60（1人）   | 03着 | R1:33.5（33.6）   | -0.4 | 0北村友一       | 55        | シャルルマーニュ       | 480         |          |
| 0000.11.10 | 東京   | 三鷹特別        | 1000万下 | 芝1400m（良） | 13    | 6     | 8     | 002.40（1人）   | 02着 | R1:20.2（33.2）   | -0.0 | 0C.オドノヒュー | 56        | デスティニーソング     | 476         |          |
| 2019.01.19 | 京都   | 祇園特別        | 1000万下 | 芝1400m（良） | 11    | 8     | 11    | 001.40（1人）   | 01着 | R1:21.5（34.1）   | -0.0 | 0北村友一       | 56        | （グランドロワ）       | 482         |          |
| 0000.02.17 | 京都   | 斑鳩S           | 1600万下 | 芝1400m（良） | 7     | 7     | 7     | 002.10（1人）   | 01着 | R1:22.2（33.8）   | -0.0 | 0北村友一       | 57        | （レインボーフラッグ） | 474         |          |
| 0000.03.30 | 中山   | ダービー卿CT    | GIII     | 芝1600m（良） | 16    | 7     | 14    | 010.20（5人）   | 04着 | R1:31.9（33.4）   | -0.2 | 0北村友一       | 54        | フィアーノロマーノ     | 474         |          |
| 0000.05.26 | 京都   | 安土城S         | L        | 芝1400m（良） | 13    | 5     | 7     | 002.50（1人）   | 01着 | R1:19.6（33.7）   | -0.0 | 0北村友一       | 54        | （リバティハイツ）     | 476         |          |
| 0000.10.26 | 京都   | スワンS         | GII      | 芝1400m（稍） | 18    | 8     | 17    | 002.90（1人）   | 01着 | R1:21.3（33.6）   | -0.0 | 0C.スミヨン     | 56        | （モズアスコット）     | 476         |          |
| 0000.11.17 | 京都   | マイルCS        | GI       | 芝1600m（良） | 17    | 8     | 15    | 009.30（4人）   | 10着 | R1:33.8（34.0）   | -0.8 | 0C.スミヨン     | 57        | インディチャンプ       | 472         |          |
| 2020.01.05 | 京都   | 京都金杯        | GIII     | 芝1600m（良） | 18    | 3     | 6     | 004.80（2人）   | 02着 | R1:34.2（34.3）   | -0.2 | 0北村友一       | 57        | サウンドキアラ         | 484         |          |
| 0000.03.01 | 阪神   | 阪急杯          | GIII     | 芝1400m（良） | 18    | 2     | 3     | 003.40（1人）   | 03着 | R1:20.3（34.5）   | -0.0 | 0北村友一       | 57        | ベストアクター         | 470         | [ 注 1 ] |
| 0000.03.29 | 中京   | 高松宮記念      | GI       | 芝1200m（重） | 18    | 2     | 3     | 009.20（4人）   | 03着 | R1:08.7（33.7）   | -0.0 | 0北村友一       | 57        | モズスーパーフレア     | 472         | [ 注 2 ] |
| 0000.06.21 | 函館   | 函館スプリントS | GIII     | 芝1200m（良） | 16    | 3     | 6     | 002.50（1人）   | 01着 | R1:07.5（33.9）   | -0.3 | 0武豊           | 58        | （ダイメイフジ）       | 474         |          |
| 0000.08.30 | 札幌   | キーンランドC   | GIII     | 芝1200m（重） | 16    | 1     | 1     | 002.30（1人）   | 15着 | R1:12.9（37.5）   | -2.3 | 0武豊           | 58        | エイティーンガール     | 476         |          |
| 0000.10.04 | 中山   | スプリンターズS | GI       | 芝1200m（良） | 16    | 5     | 9     | 014.50（5人）   | 13着 | R1:09.7（35.7）   | -1.4 | 0横山典弘       | 57        | グランアレグリア       | 474         |          |
| 2021.08.29 | 札幌   | キーンランドC   | GIII     | 芝1200m（良） | 16    | 7     | 13    | 008.80（4人）   | 14着 | R1:10.0（35.5）   | -0.9 | 0池添謙一       | 57        | レイハリア             | 472         |          |
| 2022.01.05 | 中京   | 京都金杯        | GIII     | 芝1600m（良） | 16    | 2     | 4     | 027.2（12人）   | 04着 | R1:33.0（34.4）   | -0.1 | 0岩田康誠       | 57.5      | ザダル                 | 480         |          |
| 0000.02.27 | 阪神   | 阪急杯          | GIII     | 芝1400m（良） | 14    | 6     | 10    | 003.10（1人）   | 01着 | R1:19.9（34.2）   | -0.1 | 0岩田康誠       | 56        | （トゥラヴェスーラ）   | 478         |          |
| 0000.03.27 | 中京   | 高松宮記念      | GI       | 芝1200m（重） | 18    | 7     | 14    | 018.40（6人）   | 14着 | R1:08.9（34.0）   | -0.6 | 0岩田康誠       | 57        | ナランフレグ           | 474         |          |
| 0000.06.05 | 東京   | 安田記念        | GI       | 芝1600m（良） | 18    | 6     | 12    | 142.7（17人）   | 14着 | R1:33.0（34.1）   | -0.7 | 0岩田康誠       | 58        | ソングライン           | 478         |          |
| 0000.10.02 | 中山   | スプリンターズS | GI       | 芝1200m（良） | 16    | 2     | 4     | 041.7（10人）   | 04着 | R1:08.0（34.6）   | -0.2 | 0岩田康誠       | 57        | ジャンダルム           | 478         |          |
| 0000.10.29 | 阪神   | スワンS         | GII      | 芝1400m（良） | 18    | 2     | 4     | 006.60（4人）   | 01着 | R1:19.8（34.2）   | -0.2 | 0岩田康誠       | 56        | （ララクリスティーヌ） | 472         |          |
| 0000.12.24 | 阪神   | 阪神C           | GII      | 芝1400m（良） | 18    | 7     | 14    | 004.20（1人）   | 01着 | R1:20.2（35.2）   | -0.0 | 0岩田康誠       | 57        | （グレナディアガーズ） | 478         |          |

## 血統表
| ダイアトニックの血統          | ダイアトニックの血統                                 | ダイアトニックの血統                              | （血統表の出典）                                  | （血統表の出典）  |
| 父系                          | ミスタープロスペクター系                             | ミスタープロスペクター系                          | ミスタープロスペクター系                          | [ § 2 ]           |
| 父 ロードカナロア 2008 鹿毛   | 父の父キングカメハメハ 2001 鹿毛                     | Kingmambo                                         | Mr. Prospector                                    | Mr. Prospector    |
| 父 ロードカナロア 2008 鹿毛   | 父の父キングカメハメハ 2001 鹿毛                     | Kingmambo                                         | Miesque                                           |                   |
| 父 ロードカナロア 2008 鹿毛   | 父の父キングカメハメハ 2001 鹿毛                     | *マンファス Manfath                               | *ラストタイクーン                                 | *ラストタイクーン |
| 父 ロードカナロア 2008 鹿毛   | 父の父キングカメハメハ 2001 鹿毛                     | *マンファス Manfath                               | Pilot Bird                                        |                   |
| 父 ロードカナロア 2008 鹿毛   | 父の母レディブラッサム 1996 鹿毛                     | Storm Cat                                         | Storm Bird                                        | Storm Bird        |
| 父 ロードカナロア 2008 鹿毛   | 父の母レディブラッサム 1996 鹿毛                     | Storm Cat                                         | Terlingua                                         |                   |
| 父 ロードカナロア 2008 鹿毛   | 父の母レディブラッサム 1996 鹿毛                     | *サラトガデュー Saratoga Dew                      | Cormorant                                         | Cormorant         |
| 父 ロードカナロア 2008 鹿毛   | 父の母レディブラッサム 1996 鹿毛                     | *サラトガデュー Saratoga Dew                      | Super Luna                                        |                   |
| 母 トゥハーモニー 2000 青鹿毛 | 母の父*サンデーサイレンス Sunday Silence 1986 青鹿毛 | Halo                                              | Hail to Reason                                    | Hail to Reason    |
| 母 トゥハーモニー 2000 青鹿毛 | 母の父*サンデーサイレンス Sunday Silence 1986 青鹿毛 | Halo                                              | Cosmah                                            |                   |
| 母 トゥハーモニー 2000 青鹿毛 | 母の父*サンデーサイレンス Sunday Silence 1986 青鹿毛 | Wishing Well                                      | Understanding                                     | Understanding     |
| 母 トゥハーモニー 2000 青鹿毛 | 母の父*サンデーサイレンス Sunday Silence 1986 青鹿毛 | Wishing Well                                      | Mountain Flower                                   |                   |
| 母 トゥハーモニー 2000 青鹿毛 | 母の母エアレジェーロ 1994 鹿毛                       | *アレミロード                                     | Tom Rolfe                                         | Tom Rolfe         |
| 母 トゥハーモニー 2000 青鹿毛 | 母の母エアレジェーロ 1994 鹿毛                       | *アレミロード                                     | Why Me Lord                                       |                   |
| 母 トゥハーモニー 2000 青鹿毛 | 母の母エアレジェーロ 1994 鹿毛                       | *アルパインスウィフト                             | Storm Bird                                        | Storm Bird        |
| 母 トゥハーモニー 2000 青鹿毛 | 母の母エアレジェーロ 1994 鹿毛                       | *アルパインスウィフト                             | La Dame Du Lac                                    |                   |
| 母系(F-No.)                   | (FN:2-d)                                             | (FN:2-d)                                          | (FN:2-d)                                          | [ § 3 ]           |
| 5代内の近親交配               | Storm Bird 4×4＝12.50%、Cosmah 4･5（母内）＝9.38%    | Storm Bird 4×4＝12.50%、Cosmah 4･5（母内）＝9.38% | Storm Bird 4×4＝12.50%、Cosmah 4･5（母内）＝9.38% | [ § 4 ]           |
| 出典                          | 1. 2. 3. 4.                                          | 1. 2. 3. 4.                                       | 1. 2. 3. 4.                                       | 1. 2. 3. 4.       |

- 母トゥハーモニーは中央で7戦未勝利[24]。
- 半兄に中央で5勝を挙げ、2012年の京王杯スプリングカップで2着に入ったレオプライム（父サクラバクシンオー）がいる[24]。
- そのほかの近親にローマンエンパイア、コンゴウリキシオーなど。詳細はアルマームード#おもな牝系図を参照。